# Großsteingrab Möllenhagen
Das Großsteingrab Möllenhagen ist eine megalithische Grabanlage der jungsteinzeitlichen Trichterbecherkultur bei Möllenhagen im Landkreis Mecklenburgische Seenplatte (Mecklenburg-Vorpommern).

## Lage
Das Grab befindet sich am östlichen Ortsrand von Möllenhagen, wenige Meter nördlich der Bundesstraße 192 auf einer Wiese.

## Beschreibung
Die Anlage besitzt ein rechteckiges Hünenbett mit noch erkennbarer Hügelschüttung. An deren westlichem Ende liegen vier Steine, ein weiterer Stein am östlichen Ende. Ernst Sprockhoff gelang keine genauere Rekonstruktion des ursprünglichen Aussehens der Anlage. Ewald Schuldt klassifizierte die Grabkammer als Großdolmen, Hans-Jürgen Beier hingegen als erweiterten Dolmen.